# 八月のかりゆし
『八月のかりゆし』は、2003年に上映された高橋巖監督の日本映画。舞台は沖縄県である。村山富市元首相が特別出演したことで話題となった。

## ストーリー
17歳の高校生、テル。民俗学者で遊び人だった父は幼い頃に行方不明となり、ユタと呼ばれる霊能師だった母も最近他界した。
テルは、親戚の謝花家を頼って母の故郷にやってくるが、そこで14歳の従姉妹マレニと出会う。彼女はユタになる為にチルおばぁの元で修行を積んでいるが、普通の人には見えない霊が見えてしまう事に抵抗を感じていたのだった。そういった超常現象は全く信じないテルだったが、マレニとはすぐに打ち解けた。
ある日、謝花家の庭にある大きながじゅまるの木の下に居る精霊・キジムナーに導かれて、マレニが急にふらふらと歩き出して行ってしまった。それを見たテルは、チルおばぁに促され彼女に付いて行く事に。途中でマレビトを研究しているアキとも出会い、3人は過去を探す旅に出るのだった。

## キャスト
- テル：松田龍平
- マレニ：末永遥
- アキ：Tama
- リウボウ：村山富市（特別出演）
- キジムナー：斉藤和義
- マレビト：北川えり
- 柳口タダシ：嶋田久作
- エイミ：きゃんひとみ